# 彼女にとってのカラダ
彼女にとってのカラダ（かのじょにとってのカラダ、原題：UN CORPS À SOI  ）は、カミーユ・フロワデボー＝メテリー（Camille Froidevaux-Metterie, 1968 - ）の著書。

## 序論：女性がただその身体でしかなかった時[4]
本書で著者は、2000年代にフェミニズムと出会った自分の経験を織り交ぜつつ、西洋、特にフランス・フェミニズムの学説史・社会運動史を概観し、その理論・実践上の問題を指摘していく。ただし著者の専門は社会学ではなく哲学である。そこで本書で扱われる問題とその解決の枠組みは「現象学フェミニズム」である。現象学は、フッサールに始まり、フランスではサルトル、メルロ＝ポンティらに受容・展開された哲学潮流である。「現象学フェミニズム」は、ボーヴォワールに開始されたと著者が整理する哲学潮流である。以下、本書「序論」を著者（「私」＝カミーユ）の視点で要約する。
　フェミニズムの歴史の中でも、2000年代は特に女性の見た目・性・母性の3領域に関する諸々の問題を理解することが難しくなった時代だった。この時期にフェミニズムと出会った私は、出産直前の妊娠9ヶ月目に大学に雇われ、授業を持たされたことで、自分の中にある激しさ（déflagration）を覚えた。つらい中私が見つけたのは、西洋の女性が置かれているこの出産と仕事という二重の条件は、①社会的な領域でこれから十分に正当とされる「権利主体（sujets de droit）」が、同時に②家族的生に結びつけられたさまざまな負担をいつも引き受けるように催促されている「私的な/公共性を奪われた個人（individu privés）」である、ということだった。
　この二重性をさらに理解しようとしてフェミニスト文献の中に身を投じた私は、すぐに気になる問題を発見した。私自身の今度の母親的状況（ma nouvelle condition maternelle）が、まったく研究の対象になっていないだけでなく、関心も向けられていなかったことである。私は、もしこの研究関心の欠落という興味深い問いがフェミニスト作家たちの援助を受けられないとしたら、それは「フェミニストたちがもはや女性のからだについて話さない（les féministes ne parlent plus du corps des femmes）」という根本問題的なものが雲散霧消になっているせいではないか、と自問した。クイア＝ジェンダー研究が指摘するように、ほとんどのフェミニスト理論化・活動家たちは異性愛規範（l’hétéronormativité）の権威を告発し解体することに集中してきたのだろう。この現象を残念がるのも責めるのも馬鹿げているだろうけれども、フェミニズム運動のうちで女性のからだが行方不明であるという事実は残るのだ（18頁）。　
　2010年代初頭に新しい世代の女性たちが女性のからだを奪い直したことは、人々の驚きのうちに、フェミニズムの構想を深化し、完成することに貢献していった。理論面では、第二波フェミニズムの古典的著作を再発見したし、実践的には、女性のからだがされ搾取、所有され、支配されていることとの闘いを再起動した。それから15年が過ぎ、権利獲得の裏で、新しい要求や当時は知られていなかった諸問題が現れ始めた。そこで、先駆的著作から女性たちの対象化や阻害を説明する語彙や概念を受け取るだけではおそらく不十分なのだ。一見解放されたように見える女性の条件は、先駆者たちの条件とは異なっている。私達は、繰り返していることと新しいことの両面を突き止めなければならない。
　この前代未聞の状況をよりよく理解するための私の概念枠組みは、ボーヴォワールによって開始され、アイリス・マリオン・ヤングによって展開された現象学フェミニズムに要約される。現象学が指摘するように、主観性としての実存は身体性としての実存であるが、それに加えて、ボーヴォワールの仕事が貢献したように、身体に性的意味を与えること（la sexuation des corps）は、肉体化された主観の経験を大きく変容させるということだ。「女性的である（féminin）」とは、現代社会において何を意味するのか（20頁）。本質主義的なしきたりは、「1人の女であるとは何であるか」を一般化して定義するような、女性を永遠の本質に閉じ込めてきたのだ。このことは数々の批判にさらされてきた。しかし私は、「女性的である」身体性を、本質主義に陥らずに、かつフェミニスト的に考えることは可能でなければいけない、と考える（21頁）。私が提案するのは、「女性的であること（le féminin）」を「女性性（la feminité）」（性的・生理学的な身体的特徴や社会化プロセス、文化的条件や自然的現実）から明確に区別することで、前者を必ず身体を通して上演され、従って身体によって決定される、自分自身との（à soi）・他者との・世界との関係として理解することができるということだ。女性たちは優れて現象学的な個々人なのである。まさに女性たちが長い間、性的・母性的な機能が完全に馴染み込んだその身体でしかなかったことのために、女性たちは、身体どころか、有性化された身体（corps sexué）を持たなかったかのように振る舞うことはできないのだ（22頁）。
　これに比べて「男性的であること（le masculin）」は、とりわけ自分自身との・他者との・身体を無視した世界との関係を指す。男性は、生きるための社会的必要が保証されているので、自分達がからだを持っているという事実を忘れ、また拒否することができる。彼らの肉体化した実存の何一つ、世界-内-存在の様式を決定づけることがないのだ。彼らが身体を気遣っていようがいまいが、そのことは彼らの楽しむ特権や社会的地位に影響しないということだ。彼らは有性化された身体を持つ事実で苦しまない。声変わりや髪やペニスが成長して、彼らが突然性的対象物に変えられる（transformés）ことはないし、何回父親になろうとも、それがキャリアを傷つけることもない。朝まで飲み明かして、性加害のリスクに晒されることもない….（23頁）。

　私が必ず確認したいこと、また先取りして言いたいことは、男性の経験と女性の経験を同じ観点から比較することは、全く不可能だということだ。
全ての女性は、強調するが、全ての女性は、かつてないしこれからの人生で少なくとも一回は、その尊厳と無傷さを、身体的に・口頭で傷つけられることになる。全ての女性は性的に害されたことがあり、また害されるであろうし、その多くは何度も害され、加害が根絶されないならば、無視できない数の人々がトラウマを抱え続けるだろう。
「女性的な身体」を持たない男性には、このことは当てはまらない。フランソワーズ・ドボンヌ（Françoise d’Eaubonne）が述べたように、「男はホモ・セクシュアルとして抑圧されることがあっても、男としてではない」のだ。トランス女性は、シス女性と全く同じ苦しみを味わう。女性的な身体を持つ苦しみを最も知っているのは彼女たちである。間性（intersexuées）の人々は、女性的な身体を持つ経験と共鳴するであろう。

## 第一部：フェミニスト哲学における女性のカラダを考える

### 第一章：女性のカラダとフェミニズム、断続的歴史[5]
1970年代の第二波フェミニズムは、1960年代の準備的運動を経て、女性たちに自分の母性的・性的能力への支配権を与えた。これは本当の人間学的変化の端緒である。
　1974年のフランスで妊娠中絶の権利の「例外的な」承認を求めた「ヴェイユ法」可決は、女性の権利史上も女性実存様態史上も歴史的な転換点である。この転換は、二世紀にわたる西洋デモクラシー定着史の中で、初めて女性が母性性のくびきから解放され、満足に社会的な主体（des sujets pleinement sociaux）となることに貢献した、いわば「フェミニズムの革命（révolution féministe）」とも言えるものだった。第二波のフェミニストたちが、本当のフランス革命家たちと同じように、女性を自由と平等（la liberté et de l’égalité）の二重の地平に開いたのである。彼女たちは、民主社会が開花するのに、妻の従順と母親の献身を想定することはなかった。
　マルクス主義・唯物論的フェミニストの議論と、性差主義者（differentialist）の議論。代表的な性差主義者リュス・イリガライ（Luce Irigaray）は、デカルト主義に淵源する「硬い」男性的世界観における「硬い機械」の身体観に対して、女性的身体を「流動的な機械（mécanique des fluides）」と評価し直した。その上でイリガライは、女性的主観の本質を、輪郭の明瞭な男性的主観に対して、女性的主観を服従させるものからの逃避と変化を可能にする流動性に帰し、「話す-女性（parler-femme）」を提唱した。性差主義的フェミニズムは、母性に遡る女性的なものの特異性を強調するあまり、ジェンダー二元論と女性へのいわゆる自然本性の割り当てを保存したと言える。アントワネット・フーク（Antoinette Fouque）の議論。平等性要求と女性的特性肯定を和解させることの難しさの中で、フランスの性差主義者たちはアメリカへ亡命した。
　アメリカ的条件のもとにおかれたフェミニズムは、異性愛規範のもとに置かれた女性的身体性を批判の最大の標的とし、また広まっていった。ラディカル・フェミニズムは、要約すれば、家父長制は異性愛規範に根を持っており、女性を性的に抑圧するシステムとして理解できると主張する。女性の社会構造における男性の立場・態度が女性に与えている影響ついては、人類学者ゲイル・ルービン（Gayle Rubin）とスーザン・ブラウンミラー（Susan Brownmiller）、キャサリン・マッキノン（Catharine MacKinnon）の指摘がある。中でもマッキノンは、「個人的なことは政治的なことである」と強調し、「政治的な観点から女性の置かれた条件を知ることは、（個人的、感情的、内的、私的と呼ばれている）女性の個人的生を知ることである」と述べている（40-41頁）。ケイト・ミレット（Kate Millett）とシュラミス・ファイアストーン（Shulamith Firestone）は、家族愛とロマンティック・ラブ規範が家父長支配の根底にあると批判した（41-42頁）。アドリエンヌ・リッチ（Adrienne Rich）は、異性愛主義は男性による女性支配の特権的手段であり、それは「力によって維持され、プロパガンダによって広められ、組織化され、方向付けられ、押しつけられなければならないもの」だと批判した。女性の究極的な解放を待つ女性たちは、同性愛を、またある時はジル・ジョンソン（Jill Johnston）が指摘したようなレズビアン独立運動を、異性愛規範に服従しないための逃げ道の選択肢とすることができた（43頁）。ベティ・フリーダン（Betty Friedan）は、高学歴なアメリカ女性の悲痛な運命を告発し、NOW運動の中で「あらゆる領域における職業生活とプライベート生活を和解させ、男女の平等なパートナーシップを成功させる」プログラムを構想した。奨励された実現手段の中には、幼児教育の公共機関を設立することや、中絶権を合法化することが含まれていた。こうした理論は例えば1969年ボストンで開かれたフェミニスト教育キャンペーンで実践に移された。「ボストンの11人」は、フェミニズムの本当のバイブルとなるべき『からだ・私たち自身（Our Bodies, Ourselves）』（1984、仏訳1990）を出版し、初版への序論で「からだが私たちなのだ。私たちがそこに宿るのではない」と書いた。
　「性交渉は二つの主体の間で行われるのであって、一人の主体と一つの客体的対象の間で行われるのではない」。（妊娠中絶の合法化によって分たれた）女性の性生活と生殖生活の「断絶」は重要である。理論的にいえば、この断絶は、家父長的システムの「身体的」基盤を揺らがせたのである。
フェミニズムの新しい政治的主体
　その後第二波フェミニズムは、女性のカラダを忘却した小休止に入る。新しい権利（中絶する権利）の獲得は、1940年代～1960年代に選挙権を得た直後と同様にフェミニズムの試みを一時中断させ、女性たちの期待が職業領域に向く条件を整えた。
　1980年代、女性就業率が50%を超えたばかりだったとはいえ、実際には彼女たちは職場内差別に苦しんでいた。フェミニストたちは、西洋の女性たちの実存が日常的にある二重の条件（旧来の家庭内労働と新しい職業労働）に置かれたままだと気づくまでには、さらに数年の年月を要した。この「二重の日々（double journée）」は目に見えず、否定されることすらあった。こうした中、職場内の男女平等要求は高まる一方、女性のカラダという主題・闘争は、完全に消息を絶った。
　その間、男女間の「平等なパートナーシップ（partenariat égalitaire）」論は、全ての個人は平等であるという普遍性（引用者注：「みんないっしょ」バイアス）の前提に立ち、社会のあらゆる領域で男女が置かれた明白に不均衡な条件を均質化しようとした。政府は「トップダウン」型で政策を進めたが、そのことはフェミニズム運動の停滞をもたらした。
　しかし同時に、アメリカの歴史家ジョーン・スコット（Joan W. Scott）が、ジェンダー（genre）概念を用いて性差という語自体を歴史化し脱構築するプログラムを打ち立てた。ジュディス・バトラー（Judith Butler）はこれを拡大し、ジェンダー役割だけでなく「男」と「女」という性差自体の社会歴史的構築性を指摘することで、第三波フェミニズムを理論的に基礎付けた。この新しいフェミニストたちは、フランス現代哲学のデリダ、フーコー、ドゥルーズ、リオタールを読み直し、主体・主観のあらゆる先験的なカテゴリー化を拒否した。その結果、主体・主観は、不安定で、複数的で、表象不可能な、常に新しい定義に開かれたものとして現れた。ポスト構造主義的なジェンダーへのアプローチは、権力関係の網の目を成す抑圧的な諸言説を批判することに集中した。しかしフェミニズムの主体・主観が本質的に複数的であることを指摘し、アカデミックなフェミニズムの盲目さを避難したのは、有色の女性たちだった。たとえば1970年代のブラック・フェミニズムの仕事がそれだ。2020年のコロナ禍でも、ほとんどの場合に人種的な偏りを持っている何千もの乳母や家政婦たちといった家庭・子育て労働従事者の所得が奪われていることは注目を浴びてこなかった。この例が示しているのは、肌の色、ジェンダー、社会階層、人種、そして年齢や性差、障害の有無といった領域横断的な視座は、「単純な」フェミニズムのアプローチが把握できないだろうことを埋め合わせるということである。
　女性的な身体の行方不明
　女性の日常経験を対象にした研究やエコフェミニズムへの忌避は、フェミニズム史上の女性のカラダ忘却を助長してきた。そこで本書の目的は、女性の身体を正当な研究分野として受け入れるフェミニズム的思考が必要とされていることを示すことである。しかしその理論的道具が不十分であるため、次章以降で展開されなければならない。

### 第二章：シモーヌ・ド・ボーヴォワールを再発見する
本章では、ボーヴォワールの主著『第二の性（Le Deuxième Sexe, 1949）』の思想の展開が、彼女が対話・引用・対決したサルトル・メルロ＝ポンティの思想と比較しながら描かれる。そして『第二の性』が現象学的に再評価される。
　著者によれば、「人は女性に生まれるのではない。女性に成るのだ」に要約されるボーヴォワールの考えは、あまりにも早く女性的身体の嫌悪として解釈された。『第二の性』を哲学的に精読することで、著者は女性疎外の肉体化されたメカニズムに注意を払うことを支える現象学的命題を再提案する。このことは女性の有性化された身体の解放可能性を要請するだろう。

### 第三章：アイリス・マリオン・ヤングを再発見する
マリオン・ヤングはボーヴォワールの思想を再活性化させ、現象学フェミニズムを創始した。女性的なカラダの生きられた経験が現れる、すべての女性に共通の主観性を考察する新しい方法論を、フェミニズム史上のさまざまな問題点を無視せずに、練り上げたからである。

## 第二部：女性の「悲劇」の裏をかき、私達のからだをもう一度我がものにする

### 第四章：身動きが取れなくなったからだ
妊娠期の両親が子供の性別を知りたがる頃から、子どもたちの身体は、長い歴史の中でジェンダー化されてきた玩具、物、衣服、アクセサリー、ゲームの選択、スポーツのやり方を通して、「女の子」あるいは「男の子」らしく振る舞うようになる。このことは、幼児が思春期に至るまでの成長過程を現象学的に記述することで確認することができる。